# Año Mundial de la Conmemoración por los Pueblos de las Víctimas de la Segunda Guerra Mundial
1995 fue proclamado Año Mundial de la Conmemoración por los Pueblos de las Víctimas de la Segunda Guerra Mundial por la Asamblea General de las Naciones Unidas mediante la resolución 49/25, aprobada el 2 de diciembre de 1994. La designación tuvo como objetivo principal recordar a las víctimas del conflicto global, subrayando el sufrimiento humano causado por la guerra y destacando la importancia de evitar su repetición. La Asamblea General enfatizó que este acontecimiento histórico propició el establecimiento de las Naciones Unidas, cuya misión es preservar a las generaciones futuras del flagelo de la guerra. Además, se hizo un llamado a la cooperación internacional para superar las secuelas de la guerra y fortalecer la paz y la seguridad mundiales, reafirmando la adhesión de los Estados miembros a los principios de la Carta de las Naciones Unidas.

## Actividades y alcance
Durante el año conmemorativo, se realizaron diversas actividades en todo el mundo, incluidas ceremonias solemnes y eventos educativos destinados a sensibilizar a la población sobre las lecciones de la Segunda Guerra Mundial y la importancia de la paz. Se convocó a todos los Estados y pueblos a conmemorar el cincuentenario del fin de la guerra de manera solemne. Como acto central, la Asamblea General celebró una sesión extraordinaria y solemne el 15 de octubre de 1995 para rendir homenaje a la memoria de las víctimas de la guerra. Además, se instó a los Estados a realizar programas nacionales de conmemoración y educación para las nuevas generaciones. El financiamiento de las actividades se basó en contribuciones voluntarias y en la colaboración de organismos internacionales, instituciones educativas y el sector privado.